# Hinckley (Minnesota)
Hinckley é uma cidade localizada no estado americano de Minnesota, no Condado de Pine.

## Demografia
Segundo o censo americano de 2000, a sua população era de 1 291 habitantes. Em 2006, foi estimada uma população de 1 432, um aumento de 141 (10,9%).

## Geografia
De acordo com o United States Census Bureau tem uma área de 7,5 km², dos quais 7,4 km² cobertos por terra e 0,1 km² cobertos por água. Hinckley localiza-se a aproximadamente 348 m acima do nível do mar.

## Localidades na vizinhança
O diagrama seguinte representa as localidades num raio de 24 km ao redor de Hinckley.